# 沃尔夫冈·约布斯特
沃尔夫冈·约布斯特（德語：Wolfgang Jobst，1956年10月6日—），澳大利亚男子射击运动员。他曾代表澳大利亚参加1986年英联邦运动会射击比赛，获得一枚银牌。他也曾参加1988年夏季奥林匹克运动会。